# 주방문
주방문(酒方文)은 술, 면(麵), 초(醋), 장(醬), 병(餠)을 만드는 방법이 소개되어 있는 한글로 작성된 조리서이다.
1600년대 말에 지어진 것으로 추정되며, 권말에 ‘河生員 酒方文’(하생원 주방문)이라는 기록이 보여 하생원이 이 책의 찬자일 것으로 여겨지나 확실하지 않으며, 하생원이 누구인지도 알 수 없다.
현재 서울대학교 규장각한국학연구원 가람문고에 있는 소장본이 유일하며, 한글로 된 필사본 1책 22면으로 구성되어 있다.
책의 절반 가량이 과하주, 보리주 등 술의 제작과정에 대해 기술하고 있으며, 약과, 강정, 조청, 화전, 면 등을 만드는 방법과 장을 담그는 방법도 기술되어 있다. 권말에는 색의 염색법과 「상사별곡(相思別曲)」, 「춘면곡(春眠曲)」 등의 가사 작품이 적혀있다.

## 같이 보기
- 음식디미방

## 참고 문헌
- 백두현, 『주방문 정일당잡지(貞一堂雜識) 주해』, 글누림, 2013
- 이효지, 『주방문』, 교문사, 2013.
- 이성우,김귀영 「「주방문」의 조리에 관한 분석적 연구」, 『韓國食生活文化學會誌』제1호 No.4, 1986.
- 김귀영,남궁석,이성우 「「飮食冊」의 調理에 관한 分析的 考察」, 『東아시아食生活學會誌』제2호 No.2, 1992.
- 이성우 한국식경대전, 향문사, 1981.